# 波奇諾克區

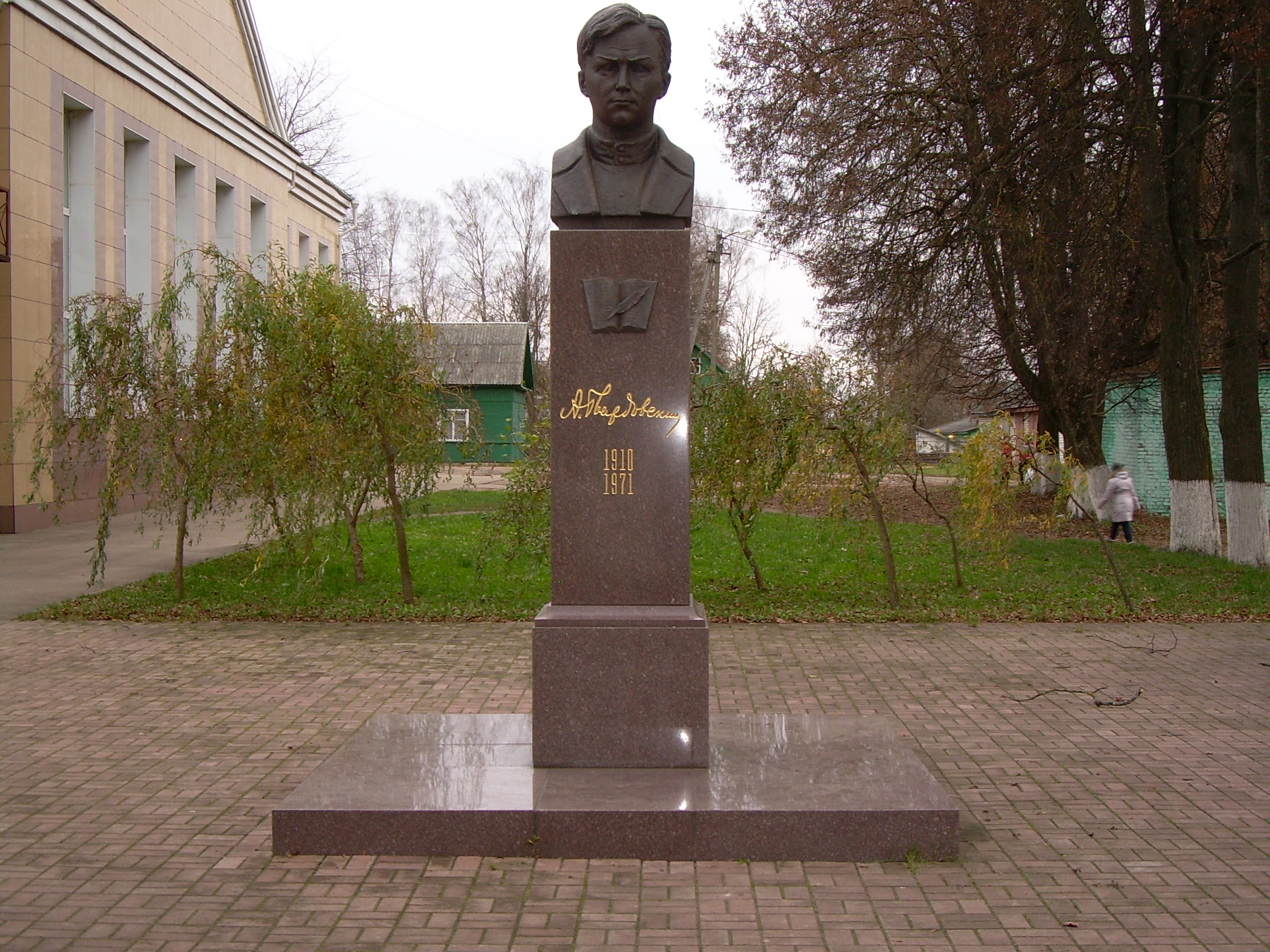

54°24′N 32°27′E / 54.400°N 32.450°E
波奇諾克區（俄语：Починковский райо́н）是俄羅斯的一個區，位於該國西部，由斯摩棱斯克州負責管轄，面積2,380.75平方公里，2010年人口30,959，人口密度每平方公里13人。